# S-1 (przelicznik)
S-1 (S1) – projekt cyfrowego przelicznika (maszyny cyfrowej o stałym programie), opracowany przez zespół Jerzego Gradowskiego w Zakładzie Aparatów Matematycznych PAN. Model tej maszyny opracowany został w latach 1958–1959. Konstrukcja przelicznika oparta była na lampach elektronowych. Komputer ten z  założenia przeznaczony był do współpracy z układami sterowania. Oparta była na nim logika komputera Odra 1001.
Wybór przelicznika S-1 jako pierwowzoru dla maszyny Odra 1001 nastąpił po rozmowach jakie przeprowadził przedstawiciel zakładów Elwro, dyrektor Marian Tarnkowski, w Warszawie w tamtejszych ośrodkach naukowych. Po niepowodzeniu w negocjacjach z docentem Romualdem Marczyńskim w sprawie maszyny EMAL-2, powstałej w Grupie Aparatów Matematycznych (GAM) Państwowego Instytutu Matematycznego w Warszawie, które wynikały ze zbyt długiego (2-letniego) zadeklarowanego okresu oczekiwania na dokumentację komputera, podczas gdy dla Elwro akceptowalne było uzyskanie dokumentacji w ciągu około pięciu miesięcy. Także po niepowodzeniach w poszukiwaniu odpowiedniej maszyny w innych ośrodkach, udało się uzyskać z Zakładu Aparatów Matematycznych PAN gotową dokumentację logiczną oraz opis elementów podstawowych właśnie przelicznika S-1. Na ich podstawie po pewnych modyfikacjach, polegających między innymi na zastąpieniu tych elementów, które opracowane zostały jako układy lampowe, układami opartymi na elementach półprzewodnikowych (tranzystory, diody), oraz wyposażeniu maszyny w pamięć bębnową o pojemności 1024 słów 18-bitowych, opracowano w 1960 r. założenia techniczne dla komputera Odra 1001.
Uwaga: brak danych o jego ukończeniu albo zarzuceniu.